# Дослід Франка — Герца

Схематична вольт-амперна характеристика в досліді Франка-Герца

Дослід Франка — Герца — експеримент, поставлений у 1913–1914 роках Джеймсом Франком та Густавом Людвігом Герцом, з непружного розсіяння електронів на атомах. Експеримент підтвердив припущення моделі будови атома Нільса Бора. Франк і Герц були нагороджені Нобелівською премією з фізики за 1925 рік.

## Експеримент

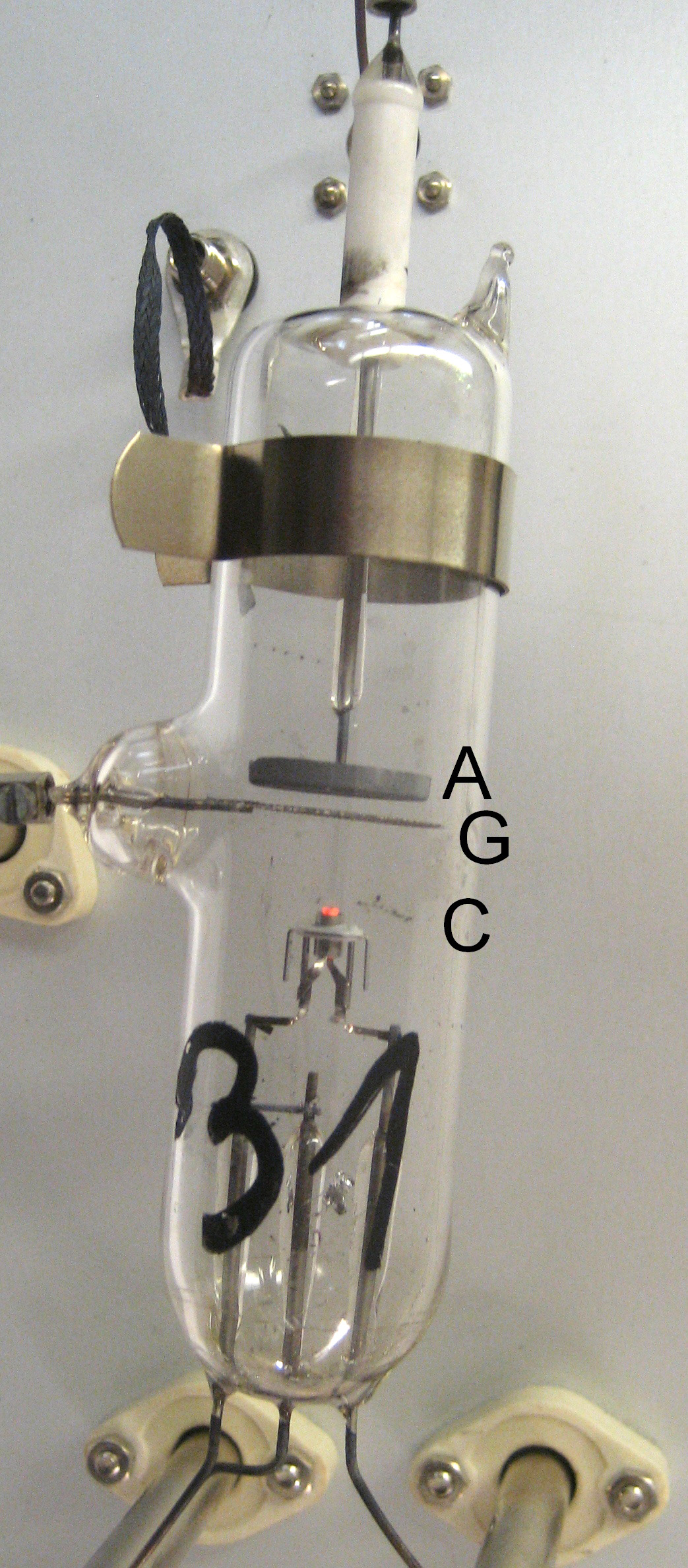
Фотографія вакуумної трубки, яка використовується для досвіду Франка — Герца в навчальних лабораторіях. Усередині трубки знаходиться крапелька ртуті, хоча на фотографії її не видно. C — катодний вузол. Сам катод гарячий і світиться помаранчевим світлом. Він випускає електрони, які проходять через металеву сітку (G) і збираються анодом (A) у вигляді електричного струму.

У заповнену розрідженим газом трубку були впаяні три електроди: катод, сітка й анод. Напруга на аноді підтримувалася дещо нижчою, ніж на сітці, щоб його досягали тільки електрони з достатньою кінетичною енергією. Напруга на сітці поступово збільшувалася й вимірювалася сила струму.
Трубка була заповнена парою ртуті. При малій напрузі на сітці, до 4,9 В сила струму зростала зі збільшенням напруги. При напрузі 4,9 В сила струму починала спадати й досягала майже нуля. Потім вона знову зростала, досягаючи нового піку при напрузі 9,8 В. Ще один пік спостерігався при напрузі 14,7 В. Такі періодичні осциляції можна розрізнити до напруги 100 В.

## Пояснення
Результати Франка і Герца пояснюються, виходячи з моделі Бора. Бор постулював, що енергія атома квантована, тобто може мати тільки певні дискретні значення. Електрон, енергія якого недостатня для збудження атома, тобто переводу його у стан із вищою енергією, розсіююється атомом тільки пружно, не зазнаючи енергетичних втрат. Сила струму зростає зі збільшенням напруги тому, що електрони сильніше прискорюються електричним полем. Якщо енергія електрона достатня для переводу атома в збуджений стан, то розсіяння електрона стає непружним — відбувається із втратою енергії. Тому при напрузі на сітці, більшій за 4,9 В, електрони не досягають анода — на своєму шляху вони зазнають зіткнень із атомами ртуті й втрачають енергію. При вищих напругах сила струму зростає, бо електрони після зіткнення знову встигають прискоритися в електричному полі. Але при напрузі, вдвічі вищій від значення 4,9 В, електрони втрачають енергію двічі, а при напрузі, втричі вищій, непружне зіткнення відбувається тричі.
Таким чином, результати Франка й Герца підтверджують постулати Бора. Розумно припустити, що в оптичних спектрах пари ртуті повинна бути лінія з довжиною хвилі
{\displaystyle \lambda ={c}{\frac {h}{E_{0}}}},
де {\displaystyle h} — стала Планка, а {\displaystyle E_{0}} = 4,9 еВ — енергія найнижчого збудженого стану атома ртуті. Така лінія, що знаходиться в ультрафіолетовій області спектру, насправді існує.

## Інші гази
Експерименти з неоном виявили лінію з енергією близько 19 еВ. Додатковою особливістю є те, що збуджений неон світиться червоним світлом. Спочатку світіння виникає поблизу сітки, але зі збільшенням напруги воно зміщується в напрямку до катода, індикуючи область, де відбувається зіткнення електрона з атомом газу.